# Copa femenina de balonmano de Rumanía
La Copa femenina de balonmano de Rumanía es una competición oficial organizada por la Federación Rumana de Balonmano en la que participan equipos de los clubes de la Liga Nacional y la División A (la segunda división rumana). 

## Histórico
La primera edición de la Copa de Rumanía tuvo lugar en la temporada 1977/78. El primer club campeón fue la Universidad de Timișoara. La competición no se celebró en las temporadas 1990/91, 1999/00, 2000/01, 2004/05, 2007/08, 2008/09 y 2009/10.

## Estructura del torneo
La Copa de Rumanía es un torneo anual (con algunas excepciones). La clasificación final en esta competición también determina la distribución de algunas de las plazas que la Federación Rumana tiene en las competiciones europeas del siguiente año.
Desde su creación, la Copa de Rumanía se disputaba durante la temporada regular, con un formato de todos contra todos que abarcaba todo el año competitivo. En 2003, por primera vez, la Copa se organizó como una competición separada, aunque mantuvo el sistema de enfrentamientos todos contra todos. A partir de 2007, el formato cambió nuevamente, y desde entonces la Copa se disputa como un torneo concentrado en pocos días, celebrado íntegramente en un pabellón de una única ciudad.

## Ediciones
La siguiente tabla representa un resumen de las ediciones de la Copa de Rumania.
| 20-21 de abril de 2024      | Sala Sporturilor "Danubius”, Brăila (Final4)            | CSM București            | HC Dunărea Brăila        | CS Gloria Bistrița                            | CS Rapid București                                       |
| 20-21 de mayo de 2023       | Complexul Sportiv TeraPlast Arena, Bistrița (Final4)    | CSM București            | CSM Târgu Jiu            | HC Dunărea Brăila                             | CS Gloria Bistrița                                       |
| 21-22 de mayo de 2022       | Sala Sporturilor, Mioveni (Final4)                      | CSM București            | SCM Râmnicu Vâlcea       | CS Măgura Cisnădie                            | CS Rapid București                                       |
| 28-29 de agosto de 2021     | Sala Sporturilor "Danubius", Brăila (Final4)            | SCM Gloria Buzău         | CSM București            | HC Zalău                                      | CS Rapid București                                       |
| 5-6 de septiembre de 2020   | Sala Polivalentă,Bucarest (Final4)                      | SCM Râmnicu Vâlcea       | CSM București            | SCM Gloria Buzău                              | CS Rapid București                                       |
| 19-21 de abril de 2019      | Sala Polivalentă, Bistrița (Final4)                     | CSM București            | SCM Râmnicu Vâlcea       | HC Zalău                                      | CS Măgura Cisnădie                                       |
| 31 marzo-1 de abril de 2018 | Sala Sporturilor Olimpia, Ploiești (Final4)             | CSM București            | HCM Râmnicu Vâlcea       | HC Dunărea Brăila                             | CSM Roman                                                |
| 19-20 de mayo de 2017       | Sala Sporturilor Olimpia, Ploiești (Final4)             | CSM București            | SCM Craiova              | CSM Bistrița                                  | CSM Unirea Slobozia                                      |
| 20-21 de mayo de 2016       | Sala Polivalentă, Cluj-Napoca (Final4)                  | CSM București            | HCM Roman                | HCM Baia Mare                                 | HC Dunărea Brăila                                        |
| 25-26 de abril de 2015      | Sala Sporturilor Lascăr Pană, Baia Mare (Final4)        | HCM Baia Mare            | CSM București            | SCM Craiova                                   | CSU Neptun Constanța                                     |
| 23-27 de abril de 2014      | Sala Polivalentă,Târgoviște                             | HCM Baia Mare            | HCM Roman                | Corona Brașov                                 | SCM Craiova                                              |
| 20-22 de mayo de 2013       | Sala Sporturilor Antonio Alexe, Oradea                  | HCM Baia Mare            | Corona Brașov            | CSM București                                 | HC Dunărea Brăila                                        |
| 19-21 de mayo de 2011       | Sala Sporturilor, Bacău                                 | Oltchim Râmnicu Vâlcea   | HC Danubius Galați       | HC Dunărea Brăila                             | HCM Roman                                                |
| 4-6 de mayo de 2007         | Sala Polivalentă, Bistrița                              | Oltchim Râmnicu Vâlcea   | Rulmentul Brașov         | HCM Baia Mare                                 | „U” Jolidon Cluj                                         |
| 4 de mayo de 2006 (final)   | Separado del campeonato. Final: Sala Transilvania,Sibiu | Rulmentul Brașov         | Oltchim Râmnicu Vâlcea   | HCM Roman                                     | HC Zalău                                                 |
| 2004                        | Durante el campeonato, en campo neutral                 | Rapid CFR București      | Universitatea Remin Deva | Silcotub Zalău                                | Oltchim Râmnicu Vâlcea                                   |
| 15 de mayo de 2003          | Separado del campeonato. Final: București               | Silcotub Zalău           | Oltchim Râmnicu Vâlcea   | Rapid CFR București (la egalitate cu Locul 4) | Remin Deva (la egalitate cu Locul 3)                     |
| 2002                        | Durante el campeonato, en campo neutral                 | Oltchim Râmnicu Vâlcea   | Silcotub Zalău           | HC Oțelul Galați                              | Rulmentul Brașov                                         |
| 1999                        | Durante el campeonato, en campo neutral                 | Oltchim Râmnicu Vâlcea   | Oțelul Sidex Galați      | Rapid Munplast București                      | Silcotub Zalău                                           |
| 1998                        | Durante el campeonato, en campo neutral                 | Oltchim Râmnicu Vâlcea   | Silcotub Zalău           | Oțelul Sidex Galați                           | Hidrotehnica Constanța                                   |
| 1997                        | Durante el campeonato, en campo neutral                 | Oltchim Râmnicu Vâlcea   | Silcotub Zalău           | HC Oțelul Galați                              | Rapid Munplast București                                 |
| 1996                        | Durante el campeonato, en campo neutral                 | Oltchim Râmnicu Vâlcea   | Silcotub Zalău           | HC Oțelul Galați                              | Rapid Munplast București                                 |
| 1995                        | Durante el campeonato, en campo neutral                 | Chimistul Râmnicu Vâlcea | Rulmentul Brașov         | Rapid București                               | Silcotub Zalău                                           |
| 1994                        | Durante el campeonato, en campo neutral                 | Chimistul Râmnicu Vâlcea | Rapid București          | Hidrotehnica Constanța                        | Silcotub Zalău                                           |
| 1993                        | Durante el campeonato, en campo neutral                 | Chimistul Râmnicu Vâlcea | Silcotub Zalău           | CFR Craiova (la egalitate cu Locul 4)         | Universitatea A.E.M. Timișoara (la egalitate cu Locul 3) |
| 1992                        | Durante el campeonato, en campo neutral                 | Chimistul Râmnicu Vâlcea | Rapid București          | CS Știința Bacău                              | Hidrotehnica Constanța                                   |
| 1990                        | Durante el campeonato, en campo neutral                 | Chimistul Râmnicu Vâlcea | CS Știința Bacău         | Terom Iași                                    | Hidrotehnica Constanța                                   |
| 1989                        | Durante el campeonato, en campo neutral                 | CS Știința Bacău         | Terom Iași               | Chimistul Râmnicu Vâlcea                      | Rulmentul Brașov                                         |
| 1988                        | Durante el campeonato, en campo neutral                 | CS Mureșul Târgu Mureș   | CS Știința Bacău         | Chimistul Râmnicu Vâlcea                      | Terom Iași                                               |
| 1987                        | Durante el campeonato, en campo neutral                 | CS Mureșul Târgu Mureș   | CS Știința Bacău         | Chimistul Râmnicu Vâlcea                      | Terom Iași                                               |
| 1986                        | Durante el campeonato, en campo neutral                 | CS Știința Bacău         | Chimistul Râmnicu Vâlcea | Rulmentul Brașov                              | Hidrotehnica Constanța                                   |
| 1985                        | Durante el campeonato, en campo neutral                 | Terom Iași               | CS Știința Bacău         | Hidrotehnica Constanța                        | Rulmentul Brașov                                         |
| 1984                        | Durante el campeonato, en campo neutral                 | Chimistul Râmnicu Vâlcea | Rulmentul Brașov         | CS Știința Bacău                              | Terom Iași                                               |
| 1983                        | Durante el campeonato, en campo neutral                 | CS Știința Bacău         | Progresul București      | A.E.M. Timișoara                              | Rulmentul Brașov                                         |
| 1982                        | Durante el campeonato, en campo neutral                 | CS Știința Bacău         | Constructorul Timișoara  | Confecția București                           | Rulmentul Brașov                                         |
| 1981                        | Durante el campeonato, en campo neutral                 | Rulmentul Brașov         | Terom Iași               | CS Știința Bacău                              | Vulturul Ploiești                                        |
| 1980                        | Durante el campeonato, en campo neutral                 | CS Știința Bacău         | Constructorul Baia Mare  | Terom Iași                                    | Progresul București                                      |
| 1979                        | Durante el campeonato, en campo neutral                 | Confecția București      | Hidrotehnica Constanța   | Universitatea Timișoara                       | CS Știința Bacău                                         |
| 1978                        | Durante el campeonato, en campo neutral                 | Universitatea Timișoara  | Constructorul Baia Mare  | Progresul București                           | Rapid București                                          |

Las ediciones de los años 1990-91, 1999-00, 2000-01, 2004-05, 2007-08, 2008-09, 2009-10 y 2011-12 no se disputaron.

## Trofeos por equipo
| Equipo                  | Número de títulos | Años del campeonato                                                          |
| ----------------------- | ----------------- | ---------------------------------------------------------------------------- |
| SCM Râmnicu Vâlcea      | 13                | 1984, 1990, 1992, 1993, 1994, 1995, 1996, 1997, 1998, 1999, 2002, 2007, 2011 |
| CSM Bucarest            | 7                 | 2016, 2017, 2018, 2019, 2022, 2023, 2024                                     |
| CS Știința Bacău        | 5                 | 1980, 1982, 1983, 1986, 1989                                                 |
| HCM Baia Mare           | 3                 | 2013, 2014, 2015                                                             |
| CS Mureșul Târgu Mureș  | 2                 | 1987, 1988                                                                   |
| Rulmentul Brașov        | 2                 | 1981, 2006                                                                   |
| Universitatea Timișoara | 1                 | 1978                                                                         |
| Confecția București     | 1                 | 1979                                                                         |
| Terom Iasi              | 1                 | 1985                                                                         |
| Silcotub Zalau          | 1                 | 2003                                                                         |
| Rapid CFR București     | 1                 | 2004                                                                         |
| SCM Ramnicu Valcea      | 1                 | 2020                                                                         |
| SCM Gloria Buzau        | 1                 | 2021                                                                         |